# Clown V. Board of Education
«Clown V. Board of Education» (укр. «Клоун проти ради з освіти») — двадцять перша серія тридцять четвертого сезону мультсеріалу «Сімпсони», прем'єра якої відбулась 14 травня 2023 року у США на телеканалі «Fox».
Серія є ювілейною, 750-ю за порядком виробництва.

## Сюжет
Під час «Шоу клоуна Красті» Красті дивується, що його жарти не викликають сміху. Коли він дивиться на авдиторію, то виявляє, що її складають лише старі. Керівники мережі кажуть Красті, що ніхто з дітей більше не хоче дивитися його шоу.
Красті говорить з кількома іншими клоунами про те, що телевізійні клоуни більше не популярні. Маленька Деббі Дімплз дає Красті ідею відкрити школу, щоб навчати дітей клоунади. Коли він чує, скільки грошей він міг би отримати від плати за навчання, клоун впадає в захват.
Після отримання сертифікату як навчальний заклад в етер виходить реклама «Школи клоунських мистецтв Гершеля Крустовського», і Барт Сімпсон хоче вступити до неї. Гомер веде Барта до Красті щодо вступу до школи, але клоун спершу скептично ставиться до поганих оцінок Барта. Однак, коли Гомер каже йому, що всі інші невдахи (та їхні гроші) підуть за Бартом до школи Красті, той приймає хлопчика.
Барт у захваті від свого першого дня в школі. У школі хлопчик старається на уроках і може відповісти на всі запитання. Барт продовжує досягати успіхів і йде на «Науковий кубок», де школа Крустовскі з мінімальним відривом перемагає Спрінґфілдську початкову школу. В результаті всі батьки хвалять Красті за його роботу.
Коли Красті говорить фотографії свого померлого батька про те, як він пишається собою, з'являється Жирний Тоні і змушує Красті стати його бізнес-партнером. Красті намагається відмовити мафії, бо вперше в житті справді відчуває, що допомагає дітям, але зрештою поступається і погоджується.
Дуже скоро школу захоплює мафія й одразу стає гірше: затори біля школи стали неконтрольованими, а шкільне приладдя мафія продає іншим школам за завищеними цінами. Красті дратується через стан школи і звертається до поліції за допомогою. Йому чіпляють «жучок» у квітці на грудях. Коли під час розмови з мафією Красті змушують шприцнути водою з квітки, його б'є електричним струмом, і Жирний Тоні розуміє, що на ньому «жучок». Мафія готується вбити Красті, але Барт та інші учні заїжджають до кімнати на уніциклах, записують те, що відбувається, і захищають Красті. Жирний Тоні відступає і натомість для погашення боргу вирішує спалити школу.
Поки на згарищі школи Красті нарікає на те, що він — невдаха, Барт і Гомер підходять до нього і кажуть, що Красті змінив життя Барта. Тоді Барт запитує Красті, чи хоче він отримати начос, який Красті помилково сприймає як «нахес», слово на їдиші, що означає «батьківська гордість». Красті сприймає це як знак від свого батька і стає щасливим. Несподівано підбігає Деббі Дімплз і говорить, що найважливіша річ у комедії — це бути вчасним.
У сцені під час титрів показано, як тижнем раніше Жирний Тоні читав ранкові оголошення у школі Красті.

## Виробництво
У вирізаній сцені Третій Номер Мел мав навчати дітей, як бути помічником.

## Культурні відсилання та цікаві факти
- Діти у класі клоунської музики виконують мелодію «The Stars and Stripes Forever» (укр. «Зірки і смуги назавжди») Джона Філіпа Сузи[3].

## Ставлення критиків і глядачів
Під час прем'єри серію переглянули 0,77 млн осіб, з рейтингом 0.2, що зробило її найпопулярнішим шоу на каналі «Fox» тієї ночі.
Тоні Сокол з «Den of Geek» оцінив серію на три з половиною з п'яти зірок, нарікаючи, що у серії повністю забули про епізод 6 сезону «Homie the Clown», в якому Гомер вчився у клоунському університеті. «Серія може слідувати геометричній формулі для ідеальної параболи, але вона замінює перший закон правила мафії „Якщо ми володіємо вами, ми володіємо вами“ на другий: „Якщо ви бачите щось, ви нічого не бачили“».
Реян Мішра з «TheReviewGeek» також оцінив серію на три з половиною з п'яти зірок, сказавши:
|  | Жартівлива, змістовна, дотепна і трохи смішна. Епізод має розмиті ознаки культових епізодів [«Сімпсонів»]. Розповідь зрозуміла й проста, але вона одразу захоплює нас. |

Згідно з голосуванням на сайті The NoHomers Club більшість фанатів оцінили серію на 2/5 і 3/5 із середньою оцінкою 2,18/5.